# Henok Mulubrhan
Henok Mulubrhan (Asmara, 11 de noviembre de 1999) es un ciclista profesional eritreo que milita en las filas del conjunto XDS Astana Team.

## Palmarés
2022
- 2.º en el Campeonato Africano Contrarreloj
- Campeonato Africano en Ruta

2023
- 3.º en el Campeonato Africano Contrarreloj
- Campeonato Africano en Ruta
- Tour de Ruanda,[1] más 2 etapas
- 3.º en el Campeonato de Eritrea en Ruta
- Vuelta al Lago Qinghai, más 1 etapa
- UCI Africa Tour

2024
- 2.º en el Campeonato de Eritrea Contrarreloj
- Campeonato Africano en Ruta

2025
- 1 etapa del Tour de Ruanda
- 2.º en el Campeonato de Eritrea Contrarreloj
- Vuelta al Lago Qinghai, más 1 etapa

## Resultados en Grandes Vueltas y Campeonatos del Mundo
| Carrera         | Carrera         | 2020 | 2021 | 2022 | 2023 | 2024 | 2025 |
| --------------- | --------------- | ---- | ---- | ---- | ---- | ---- | ---- |
|                 | Giro de Italia  | —    | —    | —    | 87.º | 47.º | —    |
|                 | Tour de Francia | —    | —    | —    | —    | —    | —    |
|                 | Vuelta a España | —    | —    | —    | —    | —    | —    |
| Mundial en Ruta | Mundial en Ruta | —    | —    | Ab.  | Ab.  | Ab.  | —    |

—: no participa
Ab.: abandono